# Marian Prokop
Marian Prokop, właściwie Mariusz Prokop (ur. 22 sierpnia 1967 w Warszawie) – polski operator filmowy.

## Życiorys
Absolwent Wydziału Operatorskiego PWSFTviT w Łodzi. Laureat Nagród za zdjęcia na Festiwalu Polskich Filmów Fabularnych w Gdyni, Krajowym Festiwalu Polskiego Radia i Teatru TV "Dwa Teatry" w Sopocie, w Konkursie Filmów Polskich w ramach Międzynarodowego Festiwalu Sztuki Autorów Zdjęć Filmowych "Plus Camerimage" oraz dwukrotnie nominowany do Polskiej Nagrody Filmowej, Orzeł w kategorii najlepsze zdjęcia. Członek Polskiej Akademii Filmowej.

## Wybrana filmografia
jako autor zdjęć:
- Kochaj i rób co chcesz (1997)
- Bandyta (1997)
- Stacja (2001)
- Powiedz to, Gabi (2003)
- Ja wam pokażę! (2006)
- Ryś (2007)
- Wojna polsko-ruska (2009)
- Listy do M. (2011)
- Miasto 44 (2014)

## Nagrody i nominacje
- 2001 - Nagroda za zdjęcia do filmu Stacja na Festiwalu Polskich Filmów Fabularnych w Gdyni
- 2001 - Nagroda za zdjęcia do spektaklu Historia na Krajowym Festiwalu Polskiego Radia i Teatru TV "Dwa Teatry" w Sopocie
- 2009 - Nagroda Główna w Konkursie Filmów Polskich w ramach Międzynarodowego Festiwalu Sztuki Autorów Zdjęć Filmowych "Plus Camerimage" za zdjęcia do filmu Wojna polsko-ruska
- 2009 - Wyróżnienie Specjalne na Międzynarodowym Festiwalu Filmowym "Tofifest" za zdjęcia do filmu Wojna polsko-ruska
- 2010 - nominacja do Polskiej Nagrody Filmowej, Orzeł za zdjęcia do filmu Wojna polsko-ruska
- 2015 - nominacja do Nagrody Stowarzyszenia Autorów Zdjęć Filmowych (PSC) za zdjęcia do filmu Miasto 44
- 2015 - nominacja do Polskiej Nagrody Filmowej, Orzeł za zdjęcia do filmu Miasto 44